# Sosyal Demokrasi Partisi
Die Sosyal Demokrasi Partisi (Abk.: SODEP; deutsch: Partei der Sozialdemokratie) war eine politische Partei in der Türkei, die im Juni 1983 von sozialdemokratischen Politikern unter Federführung von Erdal İnönü gegründet wurde.
Die SODEP war eine Mitte-links-Partei in der Tradition der CHP, die wie alle anderen politischen Parteien während des Militärputsches von 1980 unter Beschlagnahme des Parteivermögens verboten wurde. Nachdem die SODEP in den Kommunalwahlen 1984 mit über 23 Prozent das zweitbeste Ergebnis (nach der ANAP) erzielte, vereinigte sie sich im November 1985 mit der politisch ähnlich ausgerichteten Halkçı Parti (Populistische Partei) zur Sosyaldemokrat Halkçı Parti (Sozialdemokratische Populistische Partei).